# Id Tech 6
id Tech 6 — игровой движок серии id Tech, разработан американской компанией id Software и стал преемником id Tech 5. Во время разработки имел кодовое имя id tech 666. На движке выпущены игры DOOM и Wolfenstein II: The New Colossus. Основными разработчиками движка являются Джон Кармак, Джон Олик и пришедший из Crytek в 2014 году Тьяго Соуза.

## Технические характеристики
В 2008 году заявлялось, что в движке должна была использоваться инновационная технология «Sparse Voxel Octree» (SVO, рус. Разреженное воксельное октодерево). Геометрия игрового уровня, поддерживаемая этой технологией, должна была иметь не полигональную, а воксельную структуру, то есть геометрические объекты должны были состоять из вокселей. После ухода Джона Кармака из id Software и прихода Тьяго Соуза из Crytek вектор разработки движка изменился — приоритетом стало рациональное использование существующих технологий вместо предложения инновационных. На данный момент очевидно, что движок, как и свой предок и множество других движков, использует полигональную структуру геометрии.
Движок был разработан под восьмое поколение консолей с целью получения современной и насыщенной эффектами картинки при разрешении 1080р и 60 кадрами в секунду. id Tech 6 отличается от предшественника полноценной системой динамического освещения, а также разнообразными эффектами (HDR bloom, motion blur, отражения в экранном пространстве (SSR), временно́й антиалиасинг, боке). Движок использует комбинацию из прямого и отложенного рендеринга — по словам Тьяго Соузы, такой метод позволяет использовать лучшие свойства обоих подходов.
Для достижения высокой производительности на консолях движок включает в себя поддержку адаптивного разрешения. Суть технологии заключается в том, что разрешение рендеринга снижается при достижении определённой нагрузки на видеоядро, чтобы обеспечить стабильное количество кадров в секунду. Такая технология уже применялась в id Tech 5, однако есть отличия в реализации. В предыдущей версии движка изменялось только горизонтальное разрешение при сохранявшемся вертикальном. Например, если базовое разрешение 1280х720, под нагрузкой оно могло плавно снизиться до 1024х720, при этом соотношение сторон оставалось прежним — изображение растягивалось в ширину (см. Цифровое анаморфирование). В id Tech 6 разрешение рендеринга меняется полностью, так как используемые методы обработки (размытие, сглаживание TSSAA 8TX и др.) рассчитаны на получение мягкого изображения без характерных для игровой 3D-графики артефактов, а для такой концепции лучше подходит сохранение квадратного пикселя.
Также движок id Tech 6 унаследовал от предшественника технологию MegaTexture. Благодаря увеличившемуся количеству памяти на новых консолях была решена проблема с медленной прогрузкой текстур на геометрии уровней.
На ПК рендер движка традиционно для id Software использует API OpenGL, однако также впервые была добавлена поддержка API Vulkan для игры DOOM, следующие игры использовали исключительно Vulkan для ПК, OpenGL в движке больше не использовался.

## История разработки
25 мая 2009 года id Software показала немецкому сайту GameStar.de видеодемонстрацию id Tech 6, которая показывала модель гуманоидного монстра.
В начале мая 2011 года в интервью Джон Кармак сообщил, что id Software работает над id Tech 6, а также то, что игровые консоли седьмого поколения (предшествующие Playstation 4 и Xbox One) не смогут работать с движком.

## Список игр, использующих id Tech 6
| Название игры                    | Дата выхода | Платформа                                              | Разработчик/и               |
| -------------------------------- | ----------- | ------------------------------------------------------ | --------------------------- |
| DOOM                             | 2016        | PC (Windows), PlayStation 4, Xbox One, Nintendo Switch | id Software                 |
| Wolfenstein II: The New Colossus | 2017        | ПК (Windows), PlayStation 4, Xbox One, Nintendo Switch | MachineGames                |
| DOOM VFR                         | 2017        | HTC Vive (Windows), PlayStation VR (PlayStation 4)     | id Software                 |
| Wolfenstein: Youngblood          | 2019        | ПК (Windows), PlayStation 4, Xbox One, Nintendo Switch | MachineGames Arkane Studios |